# James Bond (seria filmów)
James Bond (ang. James Bond – EON Production Series) – franczyza obejmująca filmy o Jamesie Bondzie produkcji EON Productions, oparte na książkach Iana Fleminga, trzecia najbardziej dochodowa franczyza filmowa (7,878 mld $), po Filmowym Uniwersum Marvela i Gwiezdnych wojnach. W filmach objętych tą franczyzą filmową występują wspólne wątki i postacie. Do 2021 powstało 25 filmów serii.
W główną rolę agenta Jej Królewskiej Mości wcieliło się do 2021 sześciu aktorów: Sean Connery (1962–1967 i 1971), George Lazenby (1969), Roger Moore (1973–1985), Timothy Dalton (1987–1989), Pierce Brosnan (1995–2002) i Daniel Craig (2006–2021). Roger Moore, który zagrał w siedmiu filmach z serii, jest rekordzistą pod względem liczby występów jako Bond. Wliczając nieoficjalną produkcję Nigdy nie mów nigdy, w której zagrał Sean Connery, także on zagrał w 7 częściach.

## Lista filmów EON Productions o Jamesie Bondzie

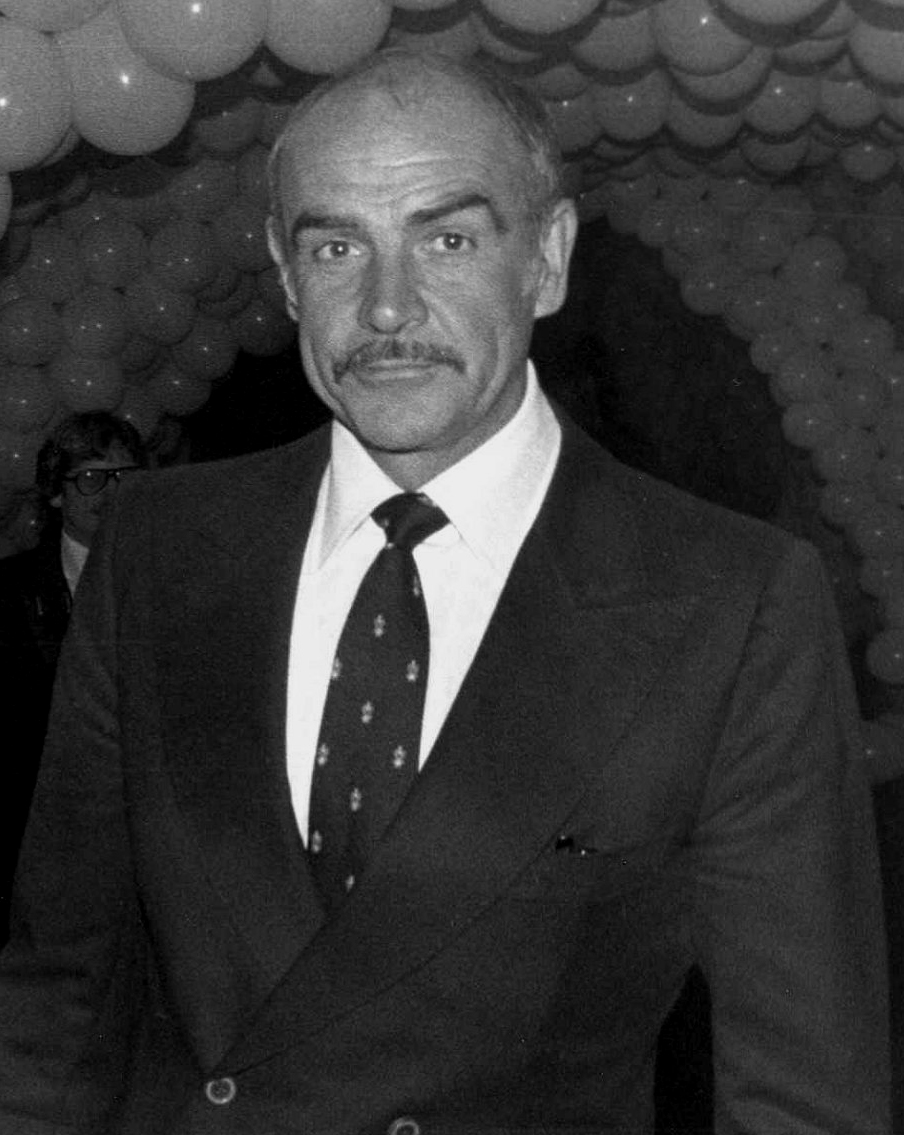
Sean Connery – pierwszy odtwórca roli Bonda

### 1.Doktor No''(1962)
Doktor No – film w reżyserii Terence’a Younga, zrealizowany na podstawie szóstej powieści o Jamesie Bondzie autorstwa Iana Fleminga z 1958 roku. Muzykę do filmu skomponował Monty Norman, a piosenkę tytułową (Kingston Calypso) wykonał zespół Byron Lee and the Dragonaires. W rolę agenta 007 po raz pierwszy wcielił się Sean Connery.

### 2.Pozdrowienia z Rosji''(1963)
Pozdrowienia z Rosji – film w reżyserii Terence’a Younga, zrealizowany na podstawie piątej powieści o Jamesie Bondzie autorstwa Iana Fleminga z 1957 roku. Muzykę do filmu skomponował John Barry, a piosenkę tytułową (From Russia with Love) wykonał Matt Monro. W rolę agenta 007 po raz drugi wcielił się Sean Connery.

### 3.Goldfinger''(1964)
Goldfinger – film w reżyserii Guya Hamiltona, zrealizowany na podstawie siódmej powieści o Jamesie Bondzie autorstwa Iana Fleminga z 1959 roku. Muzykę do filmu skomponował John Barry, a piosenkę tytułową (Goldfinger) wykonała Shirley Bassey. W rolę agenta 007 po raz trzeci wcielił się Sean Connery.

### 4.Operacja Piorun''(1965)
Operacja Piorun – film w reżyserii Terence’a Younga, zrealizowany na podstawie dziewiątej powieści o Jamesie Bondzie autorstwa Iana Fleminga z 1961 roku. Muzykę do filmu skomponował John Barry, a piosenkę tytułową (Thunderball) wykonał Tom Jones. W rolę agenta 007 po raz czwarty wcielił się Sean Connery.

### 5.Żyje się tylko dwa razy(1967)
Żyje się tylko dwa razy – film w reżyserii Lewisa Gilberta, zrealizowany na podstawie dwunastej powieści o Jamesie Bondzie autorstwa Iana Fleminga z 1964 roku. Muzykę do filmu skomponował John Barry, a piosenkę tytułową (You Only Live Twice) wykonała Nancy Sinatra. W rolę agenta 007 po raz piąty wcielił się Sean Connery.

### 6.W tajnej służbie Jej Królewskiej Mości(1969)

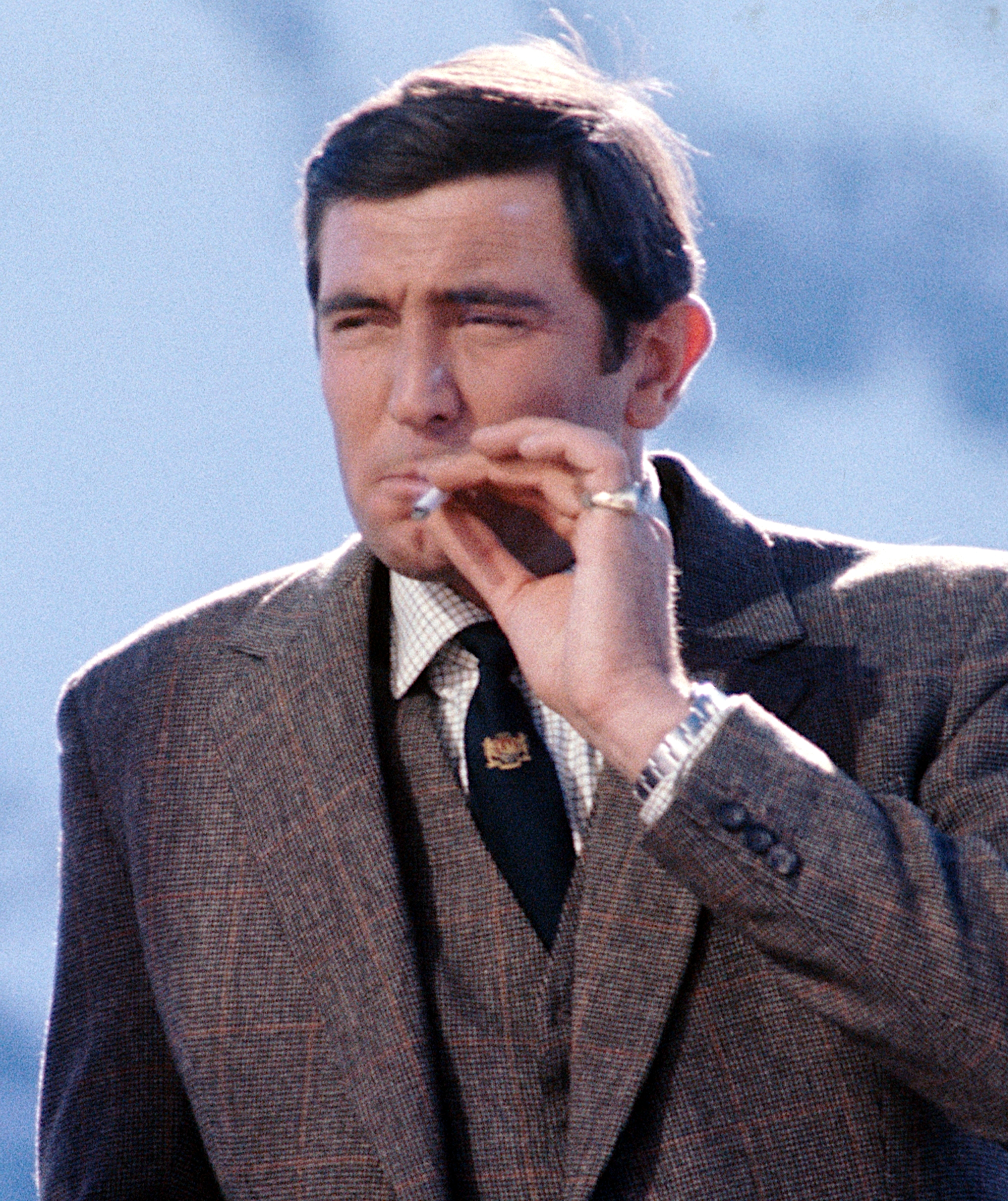
George Lazenby – drugi odtwórca roli Bonda

W tajnej służbie Jej Królewskiej Mości – film w reżyserii Petera Hunta, zrealizowany na podstawie jedenastej powieści o Jamesie Bondzie autorstwa Iana Fleminga z 1963 roku. Muzykę do filmu skomponował John Barry, a instrumentalny motyw tytułowy (On Her Majesty’s Secret Service) wykonał on sam wraz z orkiestrą. W rolę agenta 007 pierwszy i jedyny raz wcielił się George Lazenby.

### 7.Diamenty są wieczne(1971)
Diamenty są wieczne – film w reżyserii Guya Hamiltona, zrealizowany na podstawie czwartej powieści o Jamesie Bondzie autorstwa Iana Fleminga z 1956 roku. Muzykę do filmu skomponował John Barry, a piosenkę tytułową (Diamonds Are Forever) wykonała Shirley Bassey. W rolę agenta 007 po raz szósty i ostatni wcielił się Sean Connery.

### 8.Żyj i pozwól umrzeć(1973)

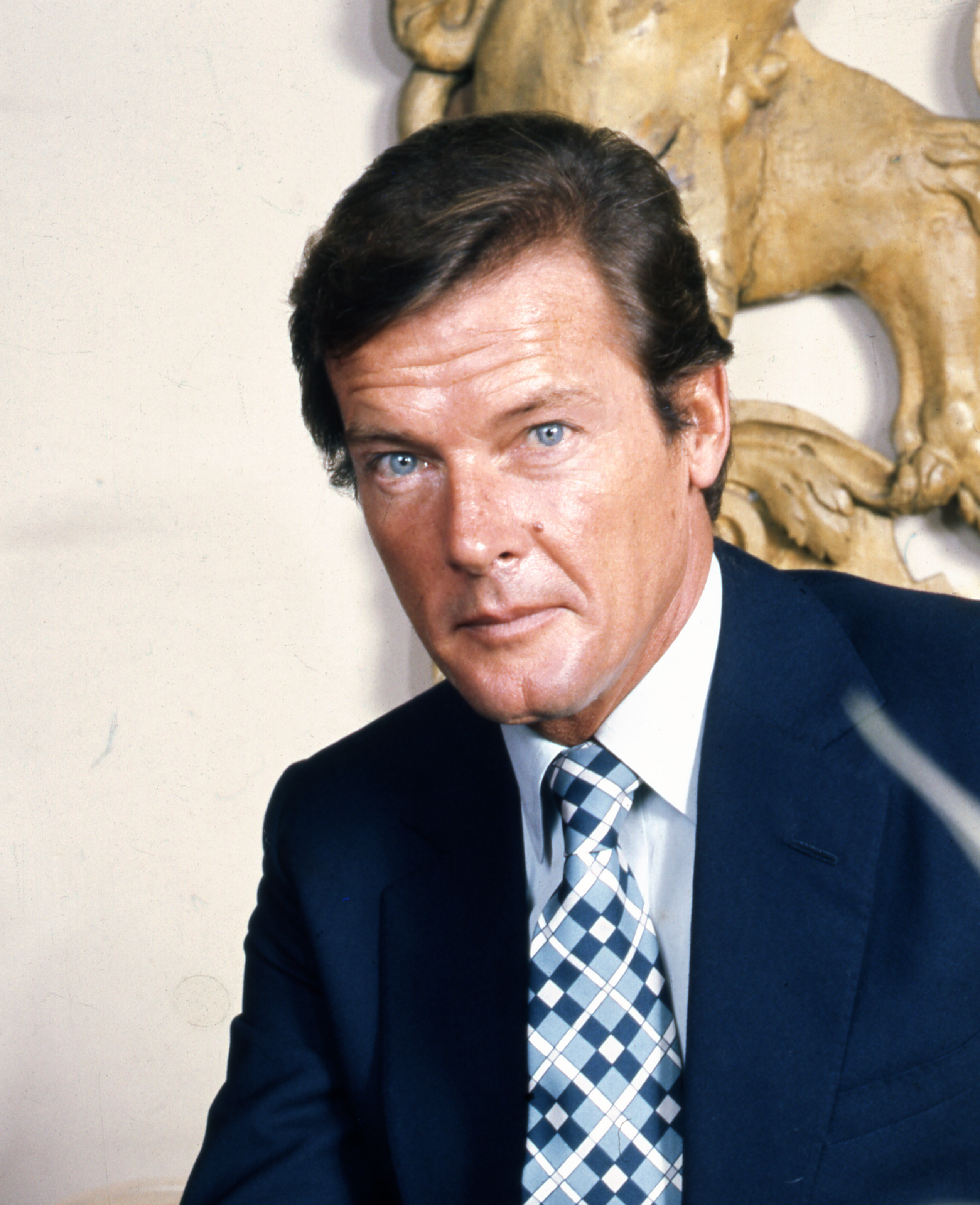
Roger Moore – trzeci odtwórca roli Bonda

Żyj i pozwól umrzeć – film w reżyserii Guya Hamiltona, zrealizowany na podstawie drugiej powieści o Jamesie Bondzie autorstwa Iana Fleminga z 1954 roku. Muzykę do filmu skomponował George Martin, a piosenkę tytułową (Live and Let Die) wykonał Paul McCartney i zespół Wings. W rolę agenta 007 po raz pierwszy wcielił się Roger Moore.

### 9.Człowiek ze złotym pistoletem(1974)
Człowiek ze złotym pistoletem – film w reżyserii Guya Hamiltona, zrealizowany na podstawie trzynastej powieści o Jamesie Bondzie autorstwa Iana Fleminga z 1965 roku. Muzykę do filmu skomponował John Barry, a piosenkę tytułową (The Man with the Golden Gun) wykonała szkocka piosenkarka Lulu. W rolę agenta 007 po raz drugi wcielił się Roger Moore.

### 10.Szpieg, który mnie kochał(1977)
Szpieg, który mnie kochał – film w reżyserii Lewisa Gilberta, zrealizowany na podstawie dziesiątej powieści o Jamesie Bondzie autorstwa Iana Fleminga z 1962 roku. Muzykę do filmu skomponował Marvin Hamlisch, a piosenkę tytułową (Nobody Does it Better) wykonała Carly Simon. W rolę agenta 007 po raz trzeci wcielił się Roger Moore.

### 11.Moonraker(1979)
Moonraker – film w reżyserii Lewisa Gilberta, zrealizowany na podstawie trzeciej powieści o Jamesie Bondzie autorstwa Iana Fleminga z 1955 roku. Muzykę do filmu skomponował John Barry, a piosenkę tytułową (Moonraker) wykonała Shirley Bassey. W rolę agenta 007 po raz czwarty wcielił się Roger Moore.

### 12.Tylko dla twoich oczu(1981)
Tylko dla twoich oczu – film w reżyserii Johna Glena. Tytuł filmu nawiązuje do tytułu zbioru opowiadań o Jamesie Bondzie autorstwa Iana Fleminga z 1960 roku. Muzykę do filmu skomponował Bill Conti, a piosenkę tytułową (For Your Eyes Only) wykonała Sheena Easton. W rolę agenta 007 po raz piąty wcielił się Roger Moore.

### 13.Ośmiorniczka(1983)
Ośmiorniczka – film w reżyserii Johna Glena. Tytuł filmu nawiązuje do tytułu zbioru opowiadań o Jamesie Bondzie autorstwa Iana Fleminga z 1966 roku. Muzykę do filmu skomponował John Barry, a piosenkę tytułową (All Time High) wykonała Rita Coolidge. W rolę agenta 007 po raz szósty wcielił się Roger Moore.

### 14.Zabójczy widok(1985)
Zabójczy widok – film w reżyserii Johna Glena. Muzykę do filmu skomponował John Barry, a piosenkę tytułową (A View to a Kill) wykonał zespół Duran Duran. W rolę agenta 007 po raz siódmy i ostatni wcielił się Roger Moore.

### 15.W obliczu śmierci(1987)

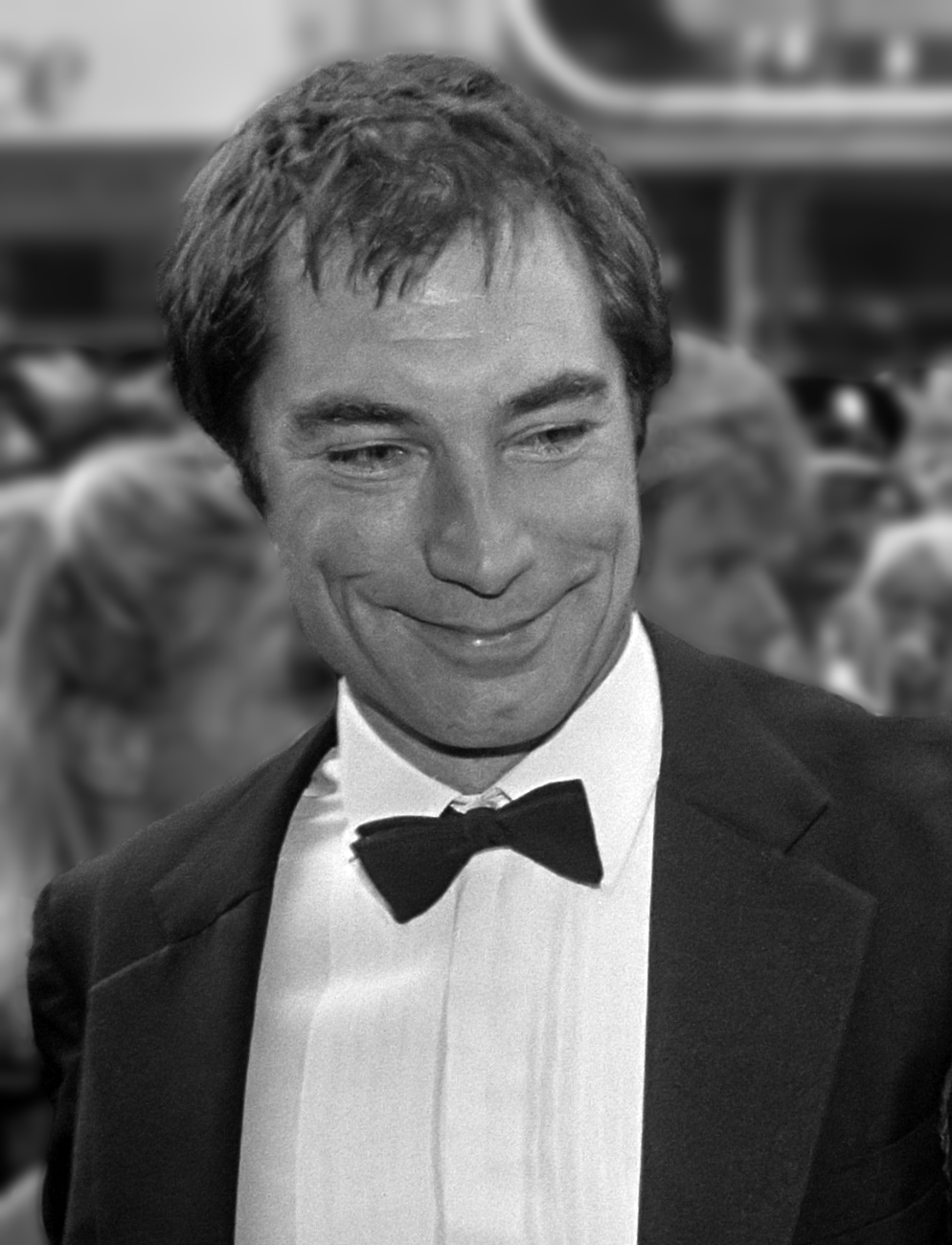
Timothy Dalton – czwarty odtwórca roli Bonda (1987–1989)

W obliczu śmierci – film w reżyserii Johna Glena. Muzykę do filmu skomponował John Barry, a piosenkę tytułową (The Living Daylights) wykonał zespół a-ha. W rolę agenta 007 po raz pierwszy wcielił się Timothy Dalton.

### 16.Licencja na zabijanie(1989)
Licencja na zabijanie – film w reżyserii Johna Glena. Muzykę do filmu skomponował Michael Kamen, a piosenkę tytułową (Licence to Kill) wykonała Gladys Knight. W rolę agenta 007 po raz drugi i ostatni wcielił się Timothy Dalton.

### 17.GoldenEye(1995)

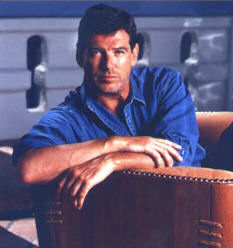
Pierce Brosnan odtwórca roli Jamesa Bonda w czterech filmach w latach 1995–2002

GoldenEye – film w reżyserii Martina Campbella. Muzykę do filmu skomponował Éric Serra, a piosenkę tytułową (GoldenEye) wykonała Tina Turner. W rolę agenta 007 po raz pierwszy wcielił się Pierce Brosnan. Pod wieloma względami jest to film przełomowy – oprócz zmiany aktora, ma on miejsce już po upadku Związku Radzieckiego (choć w filmie wciąż jest on tłem działań Bonda). Ponadto na podstawie umowy z BMW, Bond zmienia starego Astona Martina DB5 na BMW Z3, a film pojawia się w kinach po najdłuższej, bo sześcioletniej przerwie między dwoma filmami serii, w dodatku po najsłabiej sprzedającym się filmie Licencja na zabijanie.

### 18.Jutro nie umiera nigdy(1997)
Jutro nie umiera nigdy – film w reżyserii Rogera Spottiswoode’a. Muzykę do filmu skomponował David Arnold, a piosenkę tytułową (Tomorrow Never Dies) wykonała Sheryl Crow. W rolę agenta 007 po raz drugi wcielił się Pierce Brosnan.

### 19.Świat to za mało(1999)
Świat to za mało – film w reżyserii Michaela Apteda. Muzykę do filmu skomponował David Arnold, a piosenkę tytułową (The World Is Not Enough) wykonał zespół Garbage. W rolę agenta 007 po raz trzeci wcielił się Pierce Brosnan.

### 20.Śmierć nadejdzie jutro(2002)
Śmierć nadejdzie jutro – film w reżyserii Lee Tamahoriego. Muzykę do filmu skomponował David Arnold, a piosenkę tytułową (Die Another Day) wykonała Madonna. W rolę agenta 007 po raz czwarty i ostatni wcielił się Pierce Brosnan.

### 21.Casino Royale(2006)

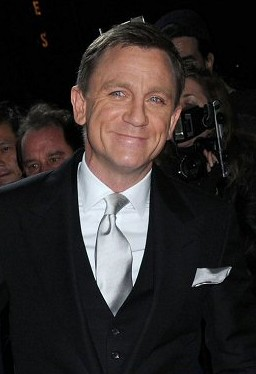
Daniel Craig – szósty odtwórca roli Bonda w latach 2006–2021

Casino Royale – film w reżyserii Martina Campbella, zrealizowany na podstawie pierwszej powieści o Jamesie Bondzie autorstwa Iana Fleminga z 1953 roku. Muzykę do filmu skomponował David Arnold, a piosenkę tytułową (You Know My Name) wykonał Chris Cornell. W rolę agenta 007 po raz pierwszy wcielił się Daniel Craig. Fabuła tego filmu kontynuowana jest w 007 Quantum of Solace – kolejnym filmie z serii, będącym bezpośrednim sequelem Casino Royale. Film restartuje serię o agencie 007 – jego akcja nie rozgrywa się, ani przed, ani po jakimkolwiek z wcześniejszych filmów.

### 22.007 Quantum of Solace(2008)
007 Quantum of Solace – film w reżyserii Marca Forstera. Muzykę do filmu skomponował David Arnold, a piosenkę tytułową (Another Way to Die) wykonali Jack White i Alicia Keys. W rolę agenta 007 po raz drugi wcielił się Daniel Craig. Film jest bezpośrednim sequelem Casino Royale, co zdarzyło się po raz pierwszy w historii serii filmów o Bondzie.

### 23.Skyfall(2012)
Skyfall – film w reżyserii Sama Mendesa. Muzykę do filmu skomponował Thomas Newman, a piosenkę tytułową (Skyfall) wykonała Adele. W rolę agenta 007 po raz trzeci wcielił się Daniel Craig. Film zarobił w sumie 1 108 561 013 dolarów, co czyni go najlepiej zarabiającym filmem z serii o Bondzie.

### 24.Spectre(2015)
Spectre – film w reżyserii Sama Mendesa. Muzykę do filmu skomponował Thomas Newman, a piosenkę tytułową (Writing’s on the Wall) wykonał Sam Smith. W rolę agenta 007 po raz czwarty wcielił się Daniel Craig.

### 25.Nie czas umierać(2021)
Nie czas umierać – film w reżyserii Cary’ego Joji Fukunagi. Muzykę do filmu skomponował Hans Zimmer, a piosenkę tytułową (No Time To Die) wykonała Billie Eilish. W rolę agenta 007 po raz piąty i ostatni wcielił się Daniel Craig.

## Premiery kinowe
Większość filmów jako pierwsza debiutowała na ekranach kin brytyjskich. W Polsce filmy z serii James Bond emitowane są w obiegu oficjalnym dopiero po upadku PRL.
| Lp. | Film                                   | Odtwórca roli Jamesa Bonda | Premiera kinowa      | Premiera kinowa     | Premiera kinowa      |
| Lp. | Film                                   | Odtwórca roli Jamesa Bonda | Wielka Brytania      | USA                 | Polska               |
| --- | -------------------------------------- | -------------------------- | -------------------- | ------------------- | -------------------- |
| 1   | Doktor No                              | Sean Connery               | 5 października 1962  | 8 maja 1963         | brak premiery        |
| 2   | Pozdrowienia z Rosji                   | Sean Connery               | 10 października 1963 | 8 kwietnia 1964     | brak premiery        |
| 3   | Goldfinger                             | Sean Connery               | 17 września 1964     | 22 grudnia 1964     | brak premiery        |
| 4   | Operacja Piorun                        | Sean Connery               | 29 grudnia 1965      | 21 grudnia 1965     | brak premiery        |
| 5   | Żyje się tylko dwa razy                | Sean Connery               | 12 czerwca 1967      | 13 czerwca 1967     | brak premiery        |
| 6   | W tajnej służbie Jej Królewskiej Mości | George Lazenby             | 18 grudnia 1969      | 18 grudnia 1969     | brak premiery        |
| 7   | Diamenty są wieczne                    | Sean Connery               | 30 grudnia 1971      | 17 grudnia 1971     | brak premiery        |
| 8   | Żyj i pozwól umrzeć                    | Roger Moore                | 5 lipca 1973         | 27 czerwca 1973     | brak premiery        |
| 9   | Człowiek ze złotym pistoletem          | Roger Moore                | 19 września 1974     | 18 grudnia 1974     | brak premiery        |
| 10  | Szpieg, który mnie kochał              | Roger Moore                | 7 lipca 1977         | 13 lipca 1977       | brak premiery        |
| 11  | Moonraker                              | Roger Moore                | 26 czerwca 1979      | 29 czerwca 1979     | brak premiery        |
| 12  | Tylko dla twoich oczu                  | Roger Moore                | 24 czerwca 1981      | 26 czerwca 1981     | brak premiery        |
| 13  | Ośmiorniczka                           | Roger Moore                | 6 czerwca 1983       | 10 czerwca 1983     | brak premiery        |
| 14  | Zabójczy widok                         | Roger Moore                | 12 czerwca 1985      | 22 maja 1985        | brak premiery        |
| 15  | W obliczu śmierci                      | Timothy Dalton             | 27 czerwca 1987      | 31 lipca 1987       | brak premiery        |
| 16  | Licencja na zabijanie                  | Timothy Dalton             | 13 czerwca 1989      | 10 lipca 1989       | 3 czerwca 1990       |
| 17  | GoldenEye                              | Pierce Brosnan             | 24 listopada 1995    | 13 listopada 1995   | 26 grudnia 1995      |
| 18  | Jutro nie umiera nigdy                 | Pierce Brosnan             | 12 grudnia 1997      | 16 grudnia 1997     | 16 stycznia 1998     |
| 19  | Świat to za mało                       | Pierce Brosnan             | 22 listopada 1999    | 8 listopada 1999    | 7 stycznia 2000      |
| 20  | Śmierć nadejdzie jutro                 | Pierce Brosnan             | 18 listopada 2002    | 22 listopada 2002   | 22 listopada 2002    |
| 21  | Casino Royale                          | Daniel Craig               | 14 listopada 2006    | 17 listopada 2006   | 17 listopada 2006    |
| 22  | 007 Quantum of Solace                  | Daniel Craig               | 31 października 2008 | 14 listopada 2008   | 7 listopada 2008     |
| 23  | Skyfall                                | Daniel Craig               | 23 października 2012 | 8 listopada 2012    | 26 października 2012 |
| 24  | Spectre                                | Daniel Craig               | 23 października 2015 | 8 listopada 2015    | 6 listopada 2015     |
| 25  | Nie czas umierać                       | Daniel Craig               | 30 września 2021     | 8 października 2021 | 1 października 2021  |

## Odbiór krytyków
| Nr | Film                                   | Rotten Tomatoes    | Metacritic       |
| -- | -------------------------------------- | ------------------ | ---------------- |
| 1  | Doktor No                              | 95% (63 recenzje)  | 78 (8 recenzji)  |
| 2  | Pozdrowienia z Rosji                   | 97% (63 recenzje)  | 83 (18 recenzji) |
| 3  | Goldfinger                             | 99% (75 recenzji)  | 87 (12 recenzji) |
| 4  | Operacja Piorun                        | 85% (54 recenzje)  | 64 (9 recenzji)  |
| 5  | Żyje się tylko dwa razy                | 73% (52 recenzje)  | 61 (14 recenzji) |
| 6  | W tajnej służbie Jej Królewskiej Mości | 81% (59 recenzji)  | 61 (12 recenzji) |
| 7  | Diamenty są wieczne                    | 64% (53 recenzje)  | 59 (11 recenzji) |
| 8  | Żyj i pozwól umrzeć                    | 67% (54 recenzje)  | 55 (9 recenzji)  |
| 9  | Człowiek ze złotym pistoletem          | 40% (52 recenzje)  | 79 (4 recenzje)  |
| 10 | Szpieg, który mnie kochał              | 82% (61 recenzji)  | 55 (12 recenzji) |
| 11 | Moonraker                              | 59% (56 recenzji)  | 66 (13 recenzji) |
| 12 | Tylko dla twoich oczu                  | 69% (55 recenzji)  | 66 (13 recenzji) |
| 13 | Ośmiorniczka                           | 42% (50 recenzji)  | 63 (14 recenzji) |
| 14 | Zabójczy widok                         | 36% (61 recenzji)  | 40 (20 recenzji) |
| 15 | W obliczu śmierci                      | 72% (58 recenzji)  | 59 (18 recenzji) |
| 16 | Licencja na zabijanie                  | 79% (63 recenzje)  | 58 (25 recenzji) |
| 17 | GoldenEye                              | 80% (86 recenzji)  | 65 (19 recenzji) |
| 18 | Jutro nie umiera nigdy                 | 57% (93 recenzje)  | 52 (38 recenzji) |
| 19 | Świat to za mało                       | 51% (149 recenzji) | 81 (16 recenzji) |
| 20 | Śmierć nadejdzie jutro                 | 56% (227 recenzji) | 56 (43 recenzje) |
| 21 | Casino Royale                          | 94% (226 recenzji) | 80 (46 recenzji) |
| 22 | 007 Quantum of Solace                  | 63% (300 recenzji) | 58 (48 recenzji) |
| 23 | Skyfall                                | 92% (389 recenzji) | 81 (49 recenzji) |
| 24 | Spectre                                | 63% (369 recenzji) | 60 (48 recenzji) |
| 25 | Nie czas umierać                       | 83% (430 recenzji) | 68 (67 recenzji) |